# Balábac
Balábac es un municipio (tagalo: bayan; cebuano: lungsod; ilongo: banwa; ilocano: ili; a veces munisipyo en tagalo, cebuano e ilongo y munisipio en ilocano)  de tercera categoría perteneciente a la provincia  de Palawan en Mimaropa, Región IV-B de Filipinas. De acuerdo con el censo del 2000, tiene una población de 25,257 habitantes y 4,723 casas.

## Geografía
Se trata del municipio más meridional de la provincia, formado por varias islas:
- El barrio de  Pandanán comprende la isla del mismo nombre y los islotes de Patongón o Patongong, Camerán o Canimerán y Dalahicán.
- Bugsuk queda dividida entre los barrios de Nueva Cagayancillo o Bugsuk y de Sebaring con el islote de Apo.
- El barrio de Bancalaán comprende la isla de Bancalán, la de Manlangule y los islotes de Gabung, de Malinsono (Paradise Island) y de Byan.
- El barrio de Ramos comprende la isla del mismo nombre y el islote de Secam situado al norte.
- El barrio Mangsi comprende el arrecife coralino de Coycoy (Mangsi Great Reef) y también varias islas e islotes: Salingsingán, Mangsi del Norte y Mangsi del Sur.

### Isla de Balábac
- El barrio de  Salang, situado en la parte norte de la isla de Balábac, comprende las islas de Candamarán y de Canabungán, así como el islote de Caxisigán (Matangala Island).
- En la costa occidental se encuentran los barrios de  Catagupán, de Agutayán, de Rabor y de  Pasig
- El barrio de Melville ocupa el extremo sur, en su término se encuentra Isla Triángulo de Lumbucán.
- En la costa occidental se encuentran los seis barrios de la Población, de Malaking Ilog y de Indalaguán.
- Las islas de Nasubata, de Jomel y de Rougthan forman parte del Barrio II de la Población.
- Las islas de Comirán y de Lumbucán se sitúan al este.

## Barangays
El municipio de Balábac se divide, a los efectos administrativos, en 20 barangayes o barrios, conforme a la siguiente relación:
Balabac se encuentra subdivido políticamente en 20 barangays:
| - Agutayán - Nueva Cagayancillo (Bugsuk) - Bancalaán - Indalauán | - Catagupán - Malaking Ilog - Mangsi (Mangsee) - Melville | - Pandanán - Pasig - Rabor - Ramos | - Salang - Sebaring - Población I - Población II | - Población III - Población IV - Población V - Población VI |

La sede del municipio se encuentra en Príncipe Alfonso dividido en seis barrios, cuenta con una población de 3.155 habitantes.

## Historia
Forma parte de la provincia española de  Calamianes, una de las 35 del archipiélago Filipino, en la parte llamada de Visayas. Pertenecía a la audiencia territorial  y Capitanía General de Filipinas, y en lo espiritual a la diócesis de Cebú.
Aunque esta isla pertenecían a España de derecho, al igual que la isla de la Paragua y el norte de Borneo, estaba prácticamente
abandonada. En  el Archivo de Indias se encuentra la carta de cesión de la isla de la Paragua, entonces perteneciente al sultán de Borneo al gobernador general de Filipinas Francisco José de Ovando (1750-1754), en estos términos:

"...Doy por siempre al Rey de España la isla de Paragua con la pequeña isla de Balabac, que a otro Rey no se la diera aunque me diera por ella 400.000 pesos y con la voluntad de que se la doy y me despojo de ella como si fuera de una hoja de árbol..."

Los ingleses fijaron su atención tanto en esta isla,  situada entre Borneo, como en la parte sur de la isla de la Paragua, muy próxima a esta última.
El gobernador de Filipinas Fernando de Norzagaray (1857-1860), consciente de la importancia estratégica de la isla, llave del estrecho homónimo y de las comunicaciones entre el sur de Filipinas y las Indias holandesas, decidió ocuparla militarmente para así evitar la posible usurpación.

"...Por ello en enero de 1858 salió de Manila una expedición al mando del teniente coronel de Infantería Julio Garnier, embarcada en los vapores Reina de Castilla y Elcano y en la fragata mercante José y María. El mando naval lo ostentó el comandante del Elcano, teniente de navío Agüera. El día 14, sin apenas resistencia, desembarcaban las fuerzas, que ocuparon la isla y establecieron un gobierno político-militar y una pequeña
guarnición, cuyos efectivos fueron paulatinamente mermando hasta quedar reducidos a la mitad, a causa de una epidemia de calenturas perniciosas. En memoria del natalicio del príncipe de Asturias se propuso denominar el establecimiento militar de Balabac Príncipe Alfonso, lo que se aprobó por real orden de 15 de mayo. En agosto se creó la División de Fuerzas Sutiles de Balabac, con cinco falúas al mando de un teniente de navío que ocupó asimismo el cargo de gobernador político-militar, suprimiéndose con ello la División de Calamianes...."
Hermenegildo Franco Castañón, Ocupación de Balabac y expedición a Simisa.

El estudio hidrográfico realizada por el teniente de navío Montero, a bordo del bergantín Nuestra Señora del Carmen, fue un trabajo previo decisivo para el buen fin de la operación naval de ocupación de la isla.
En 1858, la provincia de Calamianes fue dividida en dos provincias: Castilla, al norte con Taytay como capital; Asturias,  en el sur,  con Puerto Princesa como capital y los municipios de Aborlan, Narra, Quezón, Sofronio Española, Punta de Broke, Rizal y Bataraza; y la pequeña isla de Balábac, con su capital en Príncipe Alfonso, en honor del que luego sería el rey Alfonso XII, nacido en 1857.

### Comandancia Militar del Príncipe en la isla de Balabac
En isla de Balábac se fundó a mediados del siglo XIX un establecimiento o factoría militar con cien habitantes,  levantándose un fuerte para su defensa. La guarnición la da una compañía de infantería, la cual está sufriendo bajas continuas, por las muchas calenturas que se padecen; pero estas irán sin duda á menos según vaya avanzando el desmonte.
A 178  leguas de Manila, Balabac es un punto avanzado e inmediato a la isla de Borneo, que colonizan los holandeses, y por lo tanto de importancia mercantil y militar.
En abril de 1861 se encomienda a la goleta Isabel II la misión de transporte entre Manila y el destacamento militar Príncipe Alfonso, de Balabac.
El 16 de mayo de 1861 el comandante general del apostadero de Filipinas, Eusebio Salcedo, establece el nuevo despliegue de las fuerzas navales correspondiendo a Balábac la 4.ª Subdivisión de la División del Sur, disponiendo de una falúa.
La Real Orden del Ministerio de Estado de abril de 1885, en el contexto de la Crisis de las Carolinas, da cuenta del protocolo firmado entre España, Alemania y Gran Bretaña donde se reconoce la soberanía de España sobre el archipiélago de Joló, incluyendo las islas de Balabac y Cagayán.
En julio de 1886, en la costa sur de la isla, el cañonero Bojador del teniente de navío Juan de la Concha fue asaltado por una vinta de piratas moros. Se produce el abordaje y en la lucha cuerpo a cuerpo resultó gravemente herido el médico de la Armada Pedro Espina, que lo era también de la colonia.
En 1896 la estación naval de Balabac, en Puerto de Príncipe Alfonso, estaba al mando de un teniente de navío de 1ª clase.